# أدريان غيلبرت
أدريان غيلبرت (بالإنجليزية: Adrian Gilbert)‏ هو مؤرخ عسكري بريطاني، ولد في 1954.